# Pain Is Love
Pain Is Love è il sesto album in studio del rapper statunitense Ja Rule, pubblicato il 2 ottobre 2001.

## Descrizione
L'album ha avuto presto un grande successo ed è diventato il più noto lavoro della carriera del rapper.
I featuring sono quelli degli artisti Murder Inc. Records Ashanti, Black Child e Caddillac Tah, e di Missy Elliott e Tupac. Hanno poi collaborato artisti emergenti come le cantanti R&B Tweet e Charli Baltimore. Tutte le tracce sono state prodotte da Irv Gotti.

### Singoli estratti
I singoli estratti da quest'album di enorme successo sono tre:
- Livin' It Up è il primo, realizzato assieme all'artista Case. Il testo della canzone fu scritto da Snoop Dogg;
- il secondo è Down Ass Bitch, con Charlie Baltimore;
- il terzo è Always On Time, con Ashanti.

Pain Is Love contiene anche il singolo di Jennifer Lopez I'm Real (Murder Remix), realizzato con lo stesso Ja Rule e presente nell'album di lei J to tha L-O!: The Remixes.

## Successo commerciale
Pain is Love ha venduto oltre le 500 000 copie nella prima settimana di uscita, debuttando così alla posizione n.1.
È risultato alla fine che ha venduto oltre le 6 milioni di copie soltanto negli Stati Uniti ed è stato certificato prima disco d'oro e poi triplo disco di platino. In tutto il mondo, il disco ha venduto più di 12 milioni di copie in totale.

## Tracce
1. Pain Is Love (Skit)
2. Dial M For Murder
3. Livin' It Up (feat. Case)
4. The Inc. (feat. Caddillac Tah, Black Child & Ashanti)
5. Always on Time (feat. Ashanti)
6. Down Ass Bitch (feat. Charlie Baltimore)
7. Never Again
8. Worldwide Gangsta (feat. Caddillac Tah, Black Child, Boo & Gotti)
9. Leo (Skit)
10. I'm Real (Murder Remix) (Jennifer Lopez feat. Ja Rule)
11. Smokin' And Ridin' (feat. Jodie Mack & O-1)
12. X (feat. Missy Elliott & Tweet)
13. Big Remo (Skit)
14. Lost Little Girl
15. So Much Pain (feat. Tupac)
16. Pain Is Love

## Edizione speciale
L'edizione speciale contiene la remix del precedente singolo di Ja rule Put It On Me (con Vita e Lil' Mo) e il video di Livin' It Up.